# Fertile Belt n.º 183
Fertile Belt n.º 183 es un municipio rural canadiense situado en la provincia de Saskatchewan.

## Superficie
Fertile Belt n.º 183 tiene una superficie de 1001,93 km².

## Demografía
En 2021, tenía 727 habitantes, una densidad poblacional de 0,7 hab./km², y 345 viviendas.